# 國際龍舟聯合會
國際龍舟聯合會（英語：International Dragon Boat Federation，縮寫：IDBF）是一個國際性龍舟體育組織。該會由中國、香港、中华台北、澳大利亞、英國、印尼、義大利、馬來西亞、菲律賓、新加坡和美國等國家和地區代表於1991年6月24日在香港成立。截至2018年。共有73個會員國，和3個有意發展的國家。

## 外部連結
- 國際龍舟聯合會 （页面存档备份，存于）